# Bell X-5
Il Bell X-5 fu il primo velivolo capace di variare l'angolo di freccia delle semiali durante il volo.

Fu progettato e costruito all'inizio degli anni cinquanta.

## Storia del progetto
Il progetto fu direttamente ispirato dai disegni e dal lavoro degli ingegneri tedeschi che lavorarono al P.1101 dell'azienda tedesca Messerschmitt AG che in tempo di guerra non venne mai realizzato. Tuttavia, mentre nel progetto tedesco l'angolo poteva essere cambiato solo a terra, gli assistenti tecnici della Bell inventarono un sistema di motori elettrici per variarlo in volo.
Inizialmente la NACA era interessata ad un modello dell'X-1 (o X-2) con le ali a geometria variabile, ma l'ingegnere Bob Woods della Bell propose -e ottenne- la rielaborazione del P.1101.
L'X-5 dimostrò il vantaggio di variare l'angolo di freccia per un velivolo progettato per volare ad una vasta gamma di velocità. Malgrado i problemi di stabilità, il concetto di ala a geometria variabile fu successivamente utilizzato con successo in velivoli come il General Dynamics F-111 o il F-14 Tomcat.

## Tecnica
L'X-5 aveva tre posizioni per l'angolo di freccia: a 20º, 40º e 60º. La cerniera dell'ala si spostava lungo un insieme di corte rotaie orizzontali, usando i freni a disco per bloccare l'ala nelle relative posizioni in volo. Muovendosi per l'estensione completa in meno di 30 secondi.

L'articolazione della cerniera e dei perni compensava parzialmente le variazioni di posizione del centro di gravità e del centro di pressione (il punto di applicazione della forza aerodinamica rispetto al quale il momento risultante è nullo) mentre le ali si muovevano. Nondimeno, l'X-5 ha mostrato la tendenza, per alcune posizioni delle semiali, ad entrare in vite con la irrecuperabile perdita di controllo del velivolo.

Questo grave problema dovuto ad una non corretta progettazione dei piani di coda verticali ed orizzontali ha portato alla distruzione del secondo prototipo ed alla morte del pilota collaudatore (Raymond Popson, il 14 ottobre 1953).
La Bell propose diverse volte la sostituzione del motore J35-A-17, prima con un Westinghouse XJ46-WE-2 e poi con un Wright J65.

La prima proposta fu rifiutata per problemi di sviluppo del propulsore ed anche la seconda non ebbe successo.

Era stato previsto che con il J65 l'X-5 avrebbe raggiunto mach 1,04 ma l'X-5 rimase sempre un velivolo subsonico in quanto anche altre proposte di impiegare dei razzi per raggiungere mach 1,4 non ebbero successo.

## Impiego operativo
Furono costruiti due esemplari di X-5. Il primo fu completato il 15 febbraio 1951 ed i due velivoli fecero i loro primi voli il 20 giugno ed il 10 dicembre 1951.

Quasi 200 voli furono effettuati sino a Mach 0,9 ed alle altezze di 12 200 m. Il 14 ottobre 1953 il capitano dell'USAF Ray Popson morì in un incidente alla base di aeronautica di Edwards non riuscendo ad uscire da una vite con le ali del velivolo posizionate a 60 gradi di angolo di freccia.

L'altro X-5 rimase a Edwards fino al 1958, ed il programma di ricerca fu completato nel 1955.

## Esemplari attualmente esistenti
Attualmente (2013) L'unico X-5 sopravvissuto è in esposizione nel museo nazionale dell'aeronautica degli Stati Uniti alla base di aeronautica di Wright Patterson vicino a Dayton (Ohio).

## Bibliografia

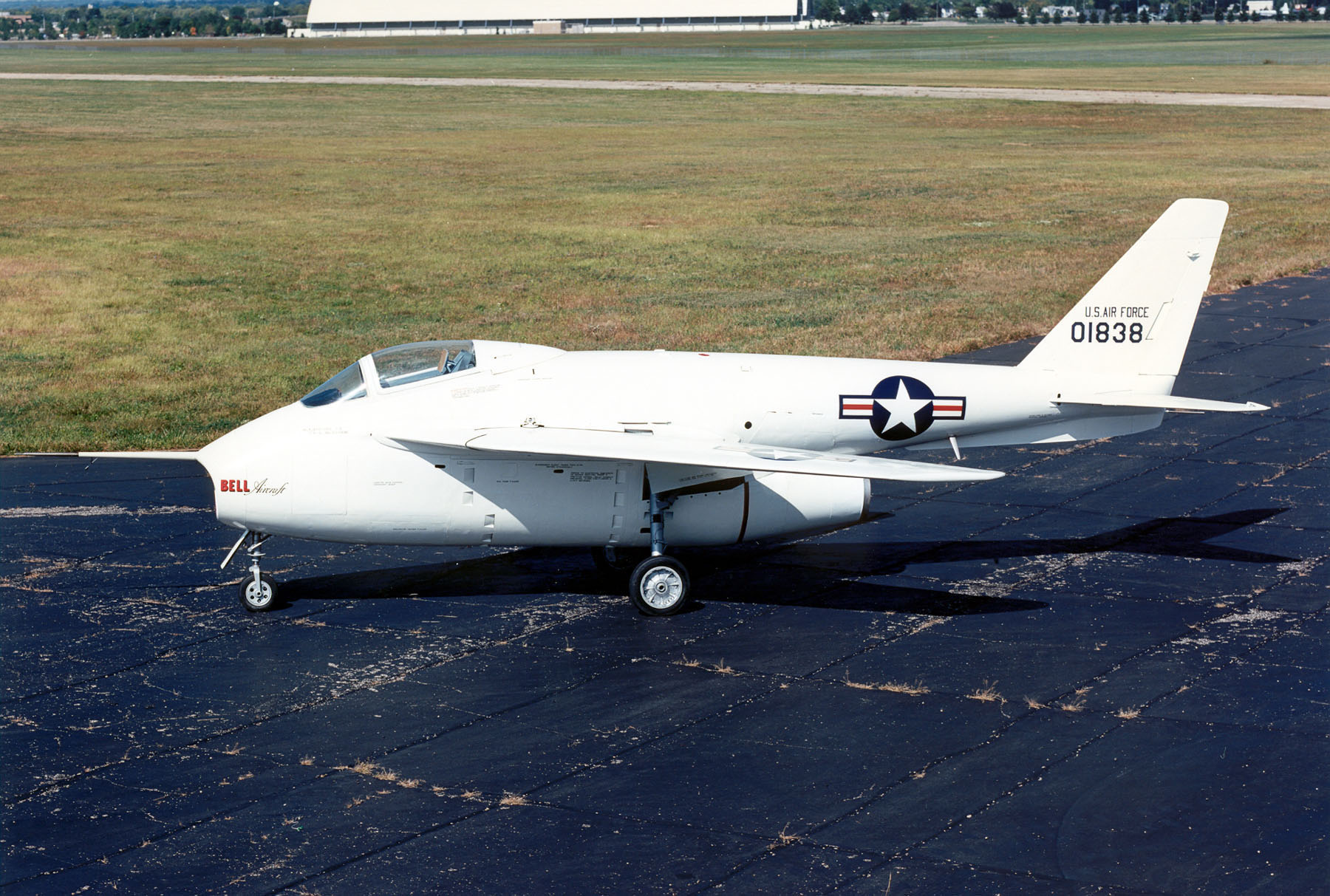
L'X-5 al museo dell'USAF.